# Ormia punctata
Ormia punctata là một loài ruồi trong họ Tachinidae.